# Wilfred Middlebrooks
Wilfred Roland 'Walkin' Willie' Middlebrooks (Chattanooga, 17 juli 1933 - Pasadena, 13 maart 2008) was een Amerikaanse jazzbassist.

## Carrière
Wilfred Middlebrooks was de zoon van een bassist en een pianiste. Na pianolessen als kind begon hij op 12-jarige leeftijd met de bas en kreeg hij les van de bassist van het Chattanooga Symphony Orchestra. Op 15-jarige leeftijd verliet hij zijn familie en speelde hij in een rondreizende Carnival Show. Tijden de tournees door de zuidelijke staten ontmoette hij ook veteraan Punch Miller van de New Orleans Jazz. Toen de show in 1950 in New York aankwam, ging hij bij de formatie van de ex-Basie-saxofonist Tab Smith, die toentertijd zeer populair was in Afro-Amerikaanse clubs. Daarbij ontstonden eerste opnamen. In 1953 werd hij opgeroepen voor zijn militaire dienstplicht bij de United States Army. Hij werd gestationeerd in Camp Stewart in Georgia en speelde tuba in een legerband en cello in een dansorkest. Na zijn ontslag uit legerdienst vestigde hij zich in Californië, speelde daar in clubs en werkte met Buddy Collette, Art Pepper, Frank Rosolino, Howard Rumsey, Plas Johnson en Bill Holman/Mel Lewis (1958, waarmee hij opnam), in 1955 ook met Eric Dolphys band, die optrad in de club Oasis.
In 1958 werd hij uitgenodigd door Norman Granz, de manager van Ella Fitzgerald om te spelen in haar begeleidingsband. De daaropvolgende jaren werkte hij met de zangeres en was hij betrokken bij talrijke tournees (waaronder in 1959 en 1960 in Europa), zoals voor Norman Granz' Jazz at the Philharmonic en plaatopnamen. Haar begeleidingscombo werd afwisselend geleid door de pianisten Paul Smith en Lou Levy. Hij speelde van 1958 tot 1962 bij Fitzgerald. Bovendien speelde hij met Tony Scott, Kay Starr, Bobby Troup en vanaf 1963 met Paul Smith.
Terug in Los Angeles speelde Middlebrooks tijdens de volgende 13 jaar met Paul Smith in de club Velvet Turtle in Redondo Beach. In 1977 had hij een filmoptreden in New York, New York als bassist. Aangezien hij in deze tijd niet alleen kon leven van de muziek, werkte hij bij de United States Postal Service. Tijdens zijn pensioen werkte hij verder als zelfstandig muzikant en gaf hij les aan kinderen in het California African American Museum in Chattanooga.

## Overlijden
Wilfred Middlebrooks overleed in maart 2008 op 74-jarige leeftijd.
- Bibliothèque nationale de France: cb13931864f (data)
- Gemeinsame Normdatei: 135327822
- International Standard Name Identifier: 0000 0000 7989 4174
- Library of Congress Control Number: no92004230
- MusicBrainz: 1eafb044-8887-4cc7-a37a-fed90b8b5440
- Virtual International Authority File: 32186626
- WorldCat: E39PBJxrRVF84drVm9H8FWWhpP